# Hypsilurus capreolatus
Hypsilurus capreolatus — вид ігуаноподібних ящірок родини агамових (Agamidae). Ендемік Папуа Нової Гвінеї.

## Поширення і екологія
Hypsilurus capreolatus мешкають на півночі Нової Гвінеї на захід від півострова Гуон, зокрема в передгір'ях гір Прінс-Александр і Торрічеллі та в басейні річки Сепік. Вони живуть у вологих рівнинних тропічних лісах, трапляються у виторинних лісах поблизу поселень. Зустрічаються на висоті до 550 м над рівнем моря.